# Stopa mennicza torgauska
Stopa mennicza torgauska –  stopa mennicza ustalona w Torgau pomiędzy Saksonią i Brandenburgią, jako uzupełnienie lipskiej stopy menniczej z 1690 roku, wprowadzająca drobne srebrne monety o nominałach 1 i 2 dobrych groszy wg stopy 12½-talarowej oraz 3, 4 i 6 fenigów wg stopy 13-talarowej, wobec 12-talarowej stopy lipskiej.
Stopa mennicza torgauska nie była respektowana.